# کوگون (آیووا)
کوگون (به انگلیسی: Coggon) شهری در ایالت آیووا کشور ایالات متحده آمریکا است که جمعیت آن در سرشماری سال ۲۰۱۰ میلادی، ۶۵۸ نفر بوده‌است.